# بخش بربرود شرقی
بخش بربرود شرقی یکی از بخش‌های شهرستان الیگودرز در استان لرستان ایران است.

## جمعیت
براساس سرشماری مرکز آمار ایران در سال ۱۳۹۵، جمعیت بخش بربرود شرقی ۱۱۵۹۷ نفر بوده است.

## تقسیمات کشوری
بخش بربرود شرقی از دو دهستان تشکیل شده است:
- دهستان بربرود شرقی
- دهستان فرسش